# الأمن المدني الفرنسي

شعار الأمن المدني والذي يتضمن رمز الدفاع المدني الدولي.

المديرية العامة للدفاع المدني وإدارة الأزمات( بالفرنسية: Direction générale de la sécurité civile et de la gestion des crises) هي وكالة للدفاع المدني تابعة للحكومة الفرنسية . وهي تعمل لصالح وزارة الداخلية الفرنسية وتوظف نحو 2500 موظف مدني وعسكري في أكثر من 60 موقعًا.  المعروفة باسم الحماية المدنية حتى عام 1976،  الأمن المدني ينقسم إلى عدة فروع: 
- المفتشية العامة للأمن المدني ، وهي الجهة المختصة بمراجعة السياسات العامة للدفاع المدني .
- مديرية رجال الإطفاء هم رجال الإطفاء الفرنسيون.
- إدارة تخطيط الأزمات وإدارتها هي خدمة مراقبة الأزمات. وهي تشمل الوحدات المشاركة في التخلص من القنابل ، وخفر السواحل ، وإنقاذ الجبال ، والإسعاف الجوي والإخلاء الطبي ، ومهام مكافحة الحرائق الجوية .
- المديرية الفرعية للشؤون الدولية والموارد والاستراتيجية (المديرية الفرعية للشؤون الدولية والموارد والاستراتيجية).

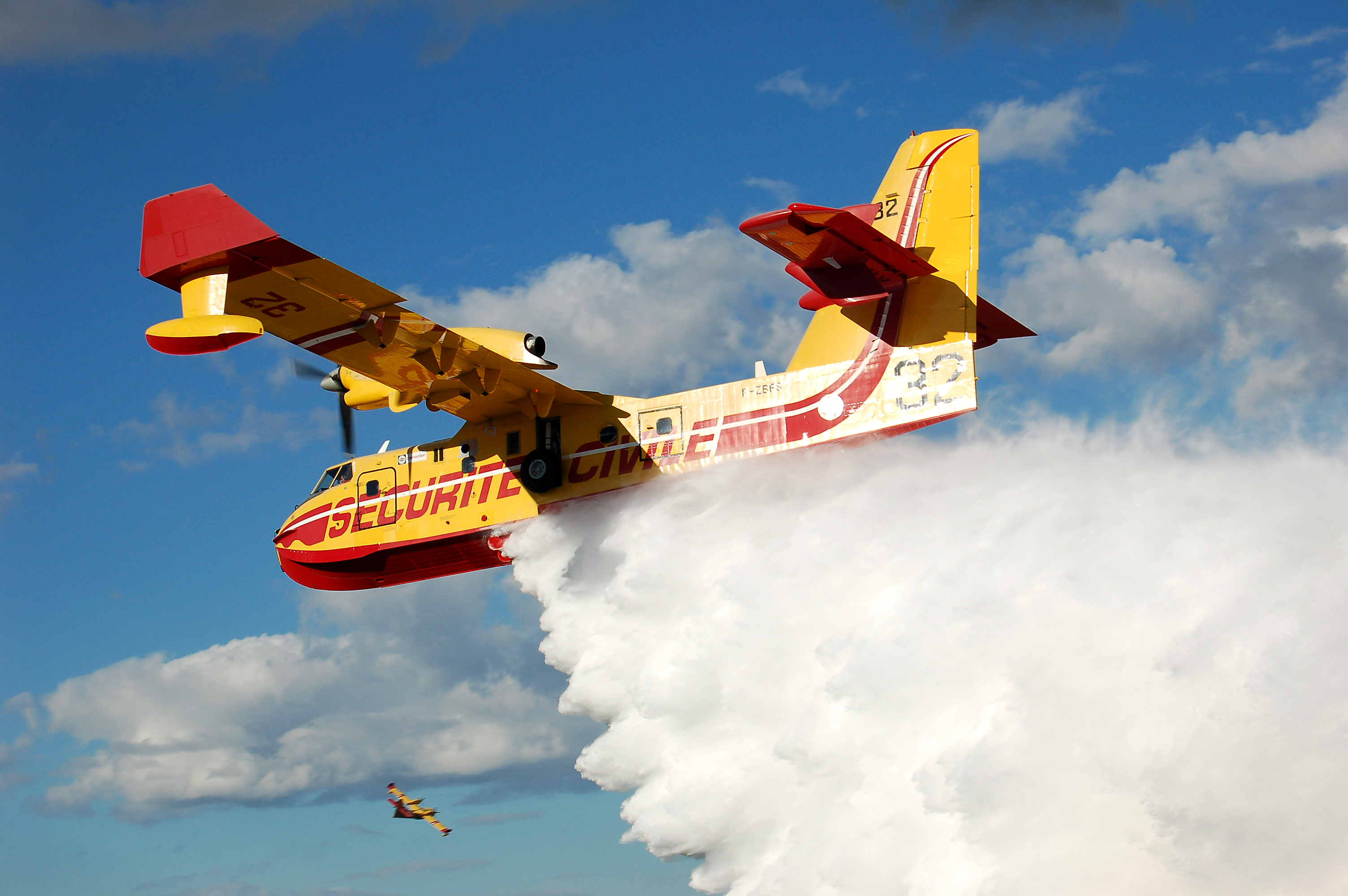
بومباردييه 415 "سوبرسكوب" لخدمة "الأمن المدني"

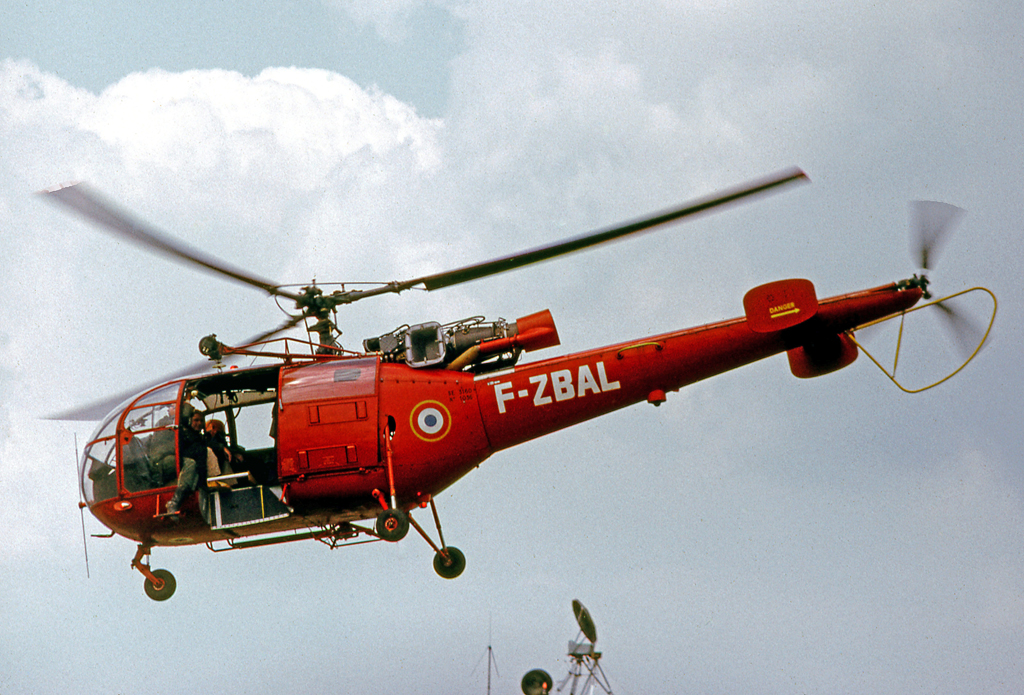
إيروسباسيال ألويت الثالثة من مظاهرة في مطار باريس لو بورجيه في عام 1973.

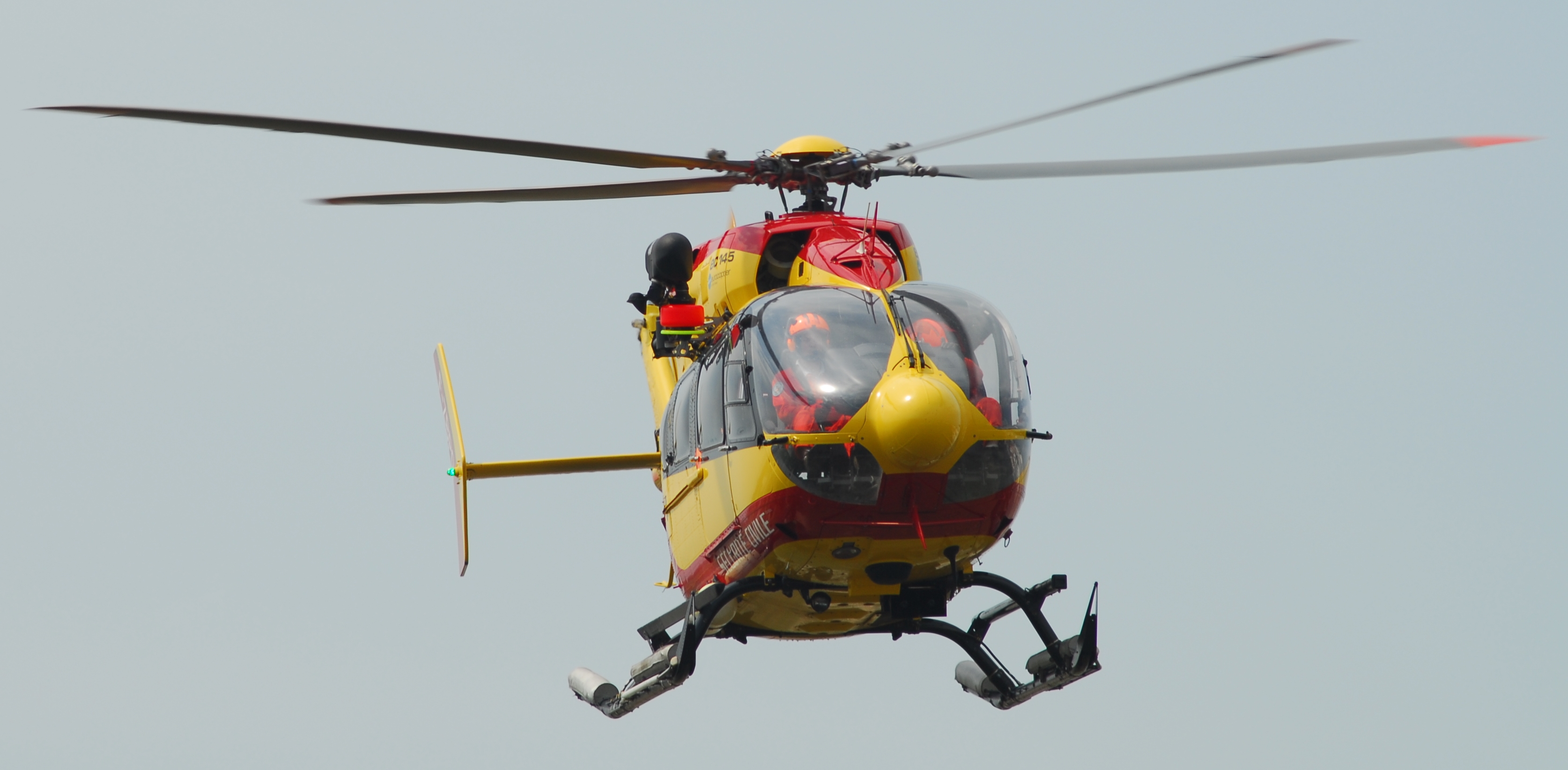
يوروكوبتر EC145 فوق مطار مارينيان ، مرسيليا، 2007

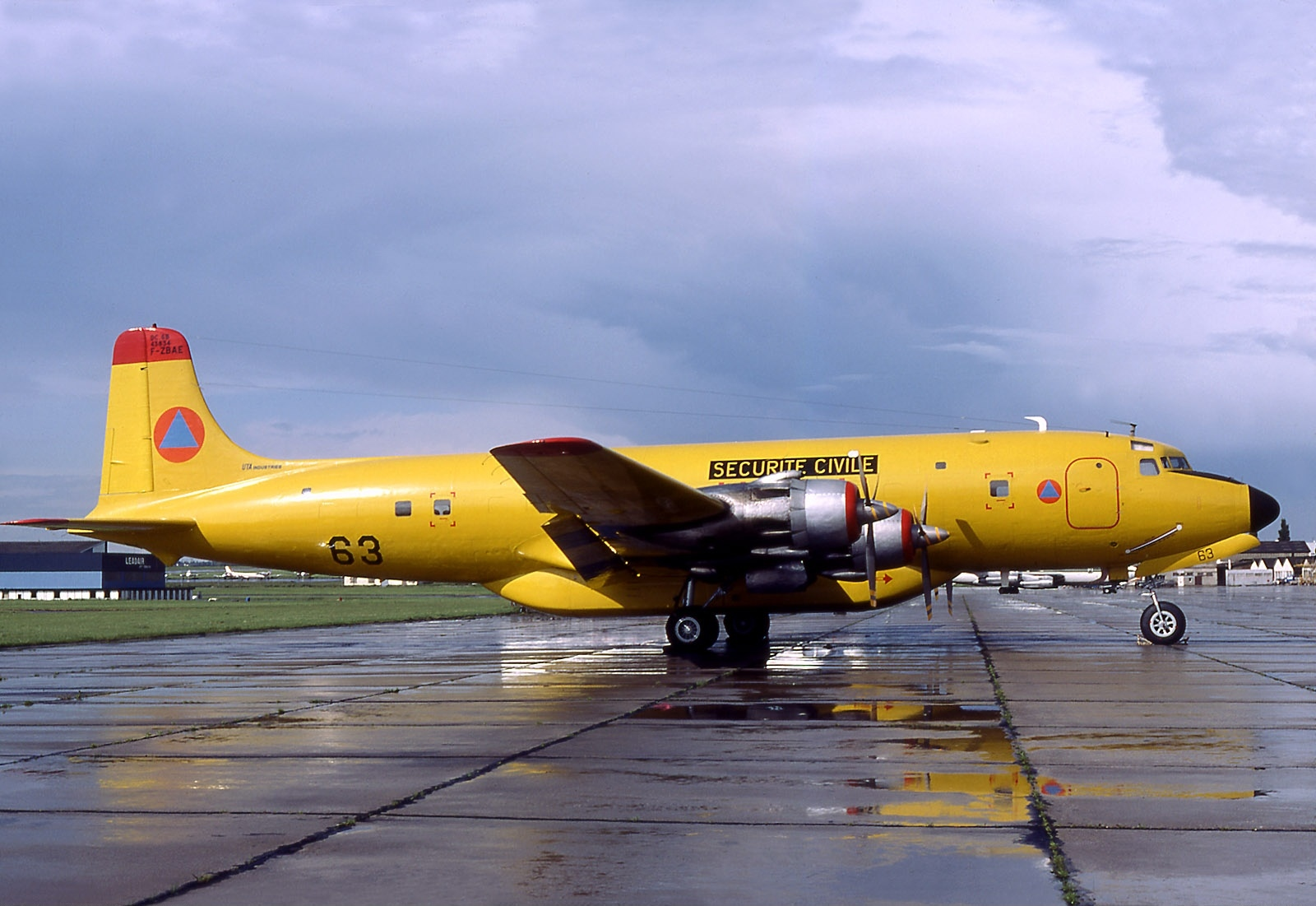
طائرة دوغلاس دي سي-6 سابقة في مطار باريس لو بورجيه

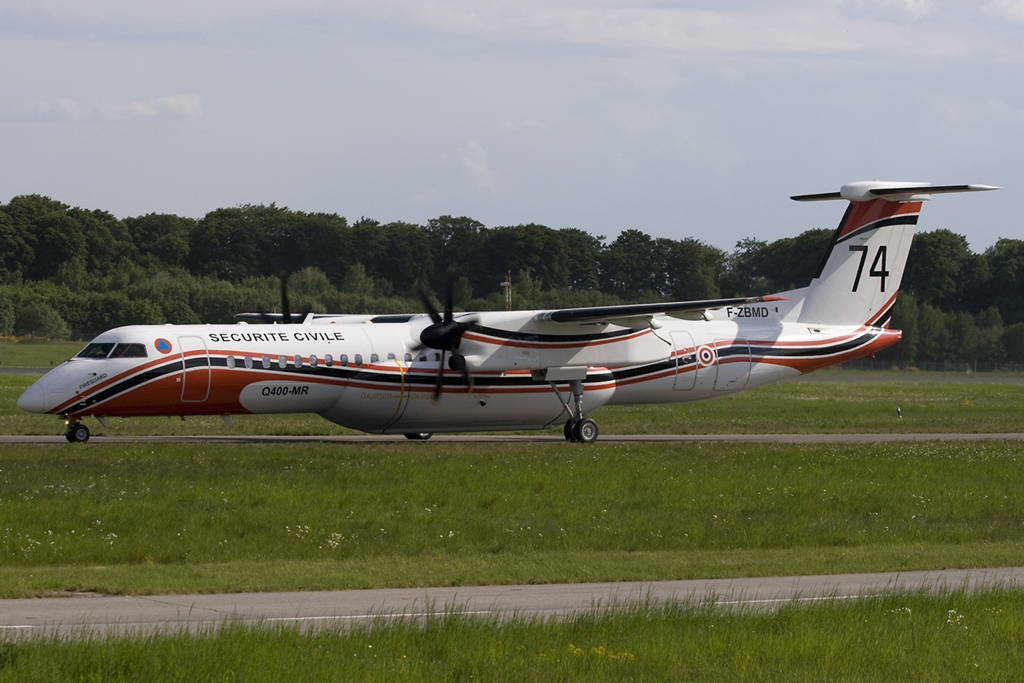
بومباردييه داش 8 الأمن المدني، فرنسا في مطار لوكسمبورغ فيندل

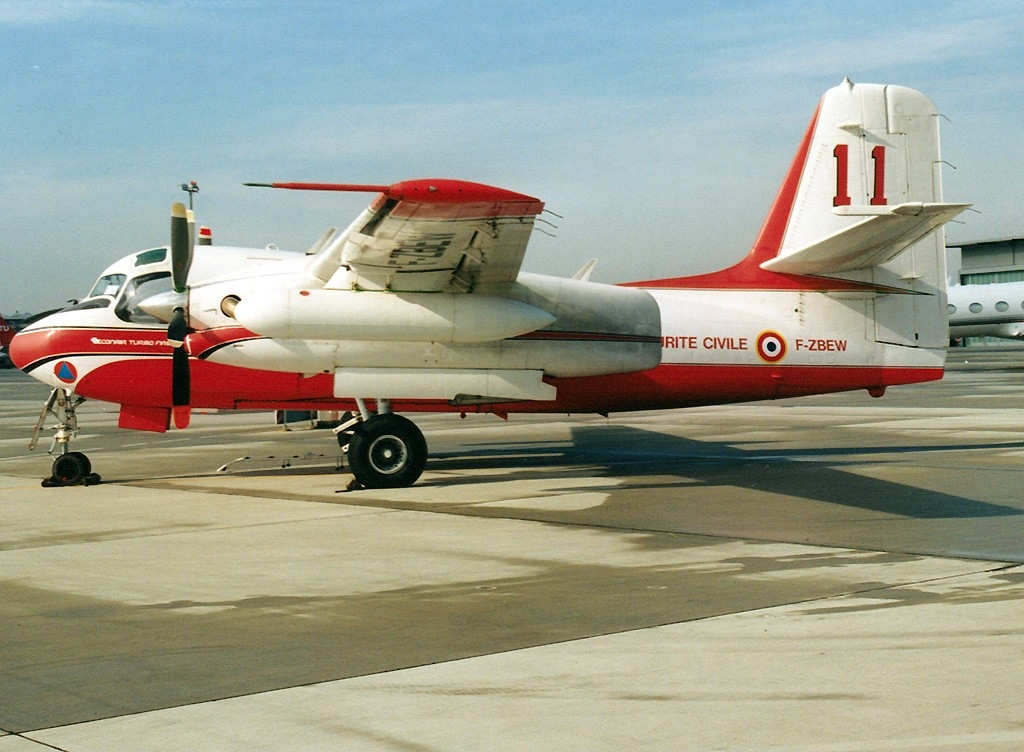
طائرة كونير توربو فايركات في مطار شتوتغارت

## روابط خارجية
- - الأمن المدني (باللغة الفرنسية)
- طائرات الهليكوبتر الأمنية المدنية (بالفرنسية)
- أسطول مروحيات الأمن المدني

قالب:Civil defence